# Esqui cross-country nos Jogos Olímpicos de Inverno de 2010 - Velocidade por equipes masculino
A competição de velocidade por equipes masculino do esqui cross-country nos Jogos Olímpicos de Inverno de 2010 ocorreu no dia 22 de fevereiro no Parque Olímpico de Whistler.

## Medalhistas
| Ouro   | NOR Øystein Pettersen e Petter Northug |
| Prata  | GER Tim Tscharnke e Axel Teichmann     |
| Bronze | RUS Nikolay Morilov e Alexey Petukhov  |

## Resultados

### Semifinais
Nas semifinais foram disputadas 2 corridas. As três primeiras duplas de cada corrida foram para a final. As quatro duplas mais rápidas entre as não-diretamente classificadas (chamados Lucky Losers) também se classificaram, totalizando 10 duplas.
| Pos. | Corrida | N° | País                | Atletas                              | Tempo   | Notas |
| ---- | ------- | -- | ------------------- | ------------------------------------ | ------- | ----- |
| 1    | 1       | 1  | RUS Rússia          | Nikolay Morilov Alexey Petukhov      | 18:47.6 | Q     |
| 2    | 1       | 2  | NOR Noruega         | Øystein Pettersen Petter Northug     | 18:48.5 | Q     |
| 3    | 1       | 5  | GER Alemanha        | Tim Tscharnke Axel Teichmann         | 18:48.9 | Q     |
| 4    | 1       | 4  | CAN Canadá          | Devon Kershaw Alex Harvey            | 18:49.2 | q     |
| 5    | 1       | 6  | FIN Finlândia       | Lasse Paakkonen Ville Nousiainen     | 18:54.3 | q     |
| 6    | 1       | 7  | POL Polônia         | Maciej Kreczmer Janusz Krężelok      | 19:07.2 |       |
| 7    | 1       | 11 | SVK Eslováquia      | Ivan Bátory Michal Malák             | 19:07.5 |       |
| 8    | 1       | 3  | EST Estônia         | Anti Saarepuu Peeter Kümmel          | 19:27.6 |       |
| 9    | 1       | 9  | LTU Lituânia        | Modestas Vaičiulis Mantas Strolia    | 19:43.1 |       |
| 10   | 1       | 8  | CHN China           | Sun Qinghai Xu Wenlong               | 19:43.6 |       |
| 11 ! | 1       | 10 | GBR Grã-Bretanha    | Andrew Musgrave Andrew Young         | DNF     |       |
| 1    | 2       | 16 | CZE República Checa | Dušan Kožíšek Martin Koukal          | 18:43.1 | Q     |
| 2    | 2       | 19 | FRA França          | Vincent Vittoz Cyril Miranda         | 18:43.8 | Q     |
| 3    | 2       | 15 | ITA Itália          | Cristian Zorzi Renato Pasini         | 18:43.9 | Q     |
| 4    | 2       | 13 | USA Estados Unidos  | Torin Koos Andrew Newell             | 18:43.7 | q     |
| 5    | 2       | 17 | KAZ Cazaquistão     | Nikolay Chebotko Alexey Poltaranin   | 18:45.3 | q     |
| 6    | 2       | 12 | SUI Suíça           | Eligius Tambornino Dario Cologna     | 18:54.6 |       |
| 7    | 2       | 18 | JPN Japão           | Nobu Naruse Yuichi Onda              | 18:54.8 |       |
| 8    | 2       | 14 | SWE Suécia          | Marcus Hellner Teodor Peterson       | 19:06.5 |       |
| 9    | 2       | 22 | ROU Romênia         | Paul Constantin Pepene Petrică Hogiu | 19:09.2 |       |
| 10   | 2       | 20 | AUS Austrália       | Ben Sim Paul Murray                  | 19:57.0 |       |
| 11 ! | 2       | 21 | BLR Bielorrússia    | Sergei Dolidovich Leanid Karneyenka  | DNF     |       |

### Final
| Pos.              | N° | País                | Atletas                            | Tempo   | Diferença |
| ----------------- | -- | ------------------- | ---------------------------------- | ------- | --------- |
| Medalha de ouro   | 2  | NOR Noruega         | Øystein Pettersen Petter Northug   | 19:01.0 | +0.0      |
| Medalha de prata  | 5  | GER Alemanha        | Tim Tscharnke Axel Teichmann       | 19:02.3 | +1.3      |
| Medalha de bronze | 1  | RUS Rússia          | Nikolay Morilov Alexey Petukhov    | 19:02.5 | +1.5      |
| 4                 | 4  | CAN Canadá          | Devon Kershaw Alex Harvey          | 19:07.3 | +6.3      |
| 5                 | 17 | KAZ Cazaquistão     | Nikolay Chebotko Alexey Poltaranin | 19:07.5 | +6.5      |
| 6                 | 16 | CZE República Checa | Dušan Kožíšek Martin Koukal        | 19:13.8 | +12.8     |
| 7                 | 19 | FRA França          | Vincent Vittoz Cyril Miranda       | 19:18.7 | +17.7     |
| 8                 | 15 | ITA Itália          | Cristian Zorzi Renato Pasini       | 19:21.1 | +20.1     |
| 9                 | 13 | USA Estados Unidos  | Torin Koos Andrew Newell           | 19:21.6 | +20.6     |
| 10                | 6  | FIN Finlândia       | Lasse Paakkonen Ville Nousiainen   | 19:50.8 | +49.8     |

Legenda
| Recorde mundial      | Recorde mundial (World record)               |                       | Recorde africano                      | Recorde africano (African) |                                           | Q | Classificado por posição (Qualified) |
| Recorde olímpico     | Recorde olímpico (Olympic record)            | Recorde da América    | Recorde da América (Americas)         | q                          | Classificado por melhor tempo (Qualified) |   |                                      |
| Melhor marca do ano  | Melhor marca do ano (World leading)          | Recorde asiático      | Recorde asiático (Asian)              | DNS                        | Não largou (Did not start)                |   |                                      |
| Recorde nacional     | Recorde nacional (National record)           | Recorde europeu       | Recorde europeu (European)            | DNF                        | Não terminou (Did not finish)             |   |                                      |
| Recorde pessoal      | Recorde pessoal do atleta (Personal best)    | Recorde da Oceania    | Recorde da Oceania (Oceania)          | DSQ / DQ                   | Desclassificado (Disqualified)            |   |                                      |
| Recorde da temporada | Recorde da temporada do atleta (Season best) | Recorde sul-americano | Recorde sul-americano (South America) | NM                         | Sem marca (No mark)                       |   |                                      |